# Грејс Шервуд
Грејс Шервуд  (1660–1740) позната као вештица из Пунга је задња особа за коју се зна да је осуђена за вештичарење у савезној држави Вирџинија.
Била је пољопривредник и травар и била 1706. године је оптужена од стране комшија да се бавила вештичарењем и да је крива за уништавање усева и помор стоке. Пошто је више пута осуђивана за вештичарење суд је одлучио да се њена кривица, или невиност докажу на традиционалан начин, потапањем у реку који се практиковао у то време.
Процедура се састојала од тога да особу вежу за импровизовани крст и убаце у реку. Ако особа потоне сматра се да није крива, а уколико настави да плута онда се та особа сматрала вештицом. Грејс је плутала по површини воде и проглашена кривом, због чега је провела 8 година у затвору. Након изласка из затвора вратила се на породично имање где је живела до своје смрти 1740. године, у 80. години живота.
Касније је по њој написана и књига за децу у форми бајке која се базирала на неким историјским информацијама.
Тачно 300 година од њеног проглашења кривом, 10. јула 2006. године, тадашњи гувернер Тимоти Кејн је званично упутио признање да је неправедно осуђена након чега је постављена њена скулптура.